# Резолюція Сенату № 819 (Цілком таємно)
Резолюція Сенату № 819 (S.R. 819) — 9-й епізод шостого сезону серіалу «Цілком таємно». Епізод належить до «міфології серіалу» та надає можливість детальніше ознайомитися з нею. Прем'єра в мережі «Фокс» відбулася 17 січня 1999 року.
У США серія отримала рейтинг домогосподарств Нільсена рівний 9.1, який означає, що в день виходу «Резолюцію» подивилися 15,7 мільйона осіб.
Малдер і Скаллі мають 24 години, щоб врятувати Скіннера від біологічно сконструйованого захворювання. Для боротьби з хворобою Скаллі шукає медичної відповіді, тоді як Малдер розшукує винних у нападі на життя Скіннера.

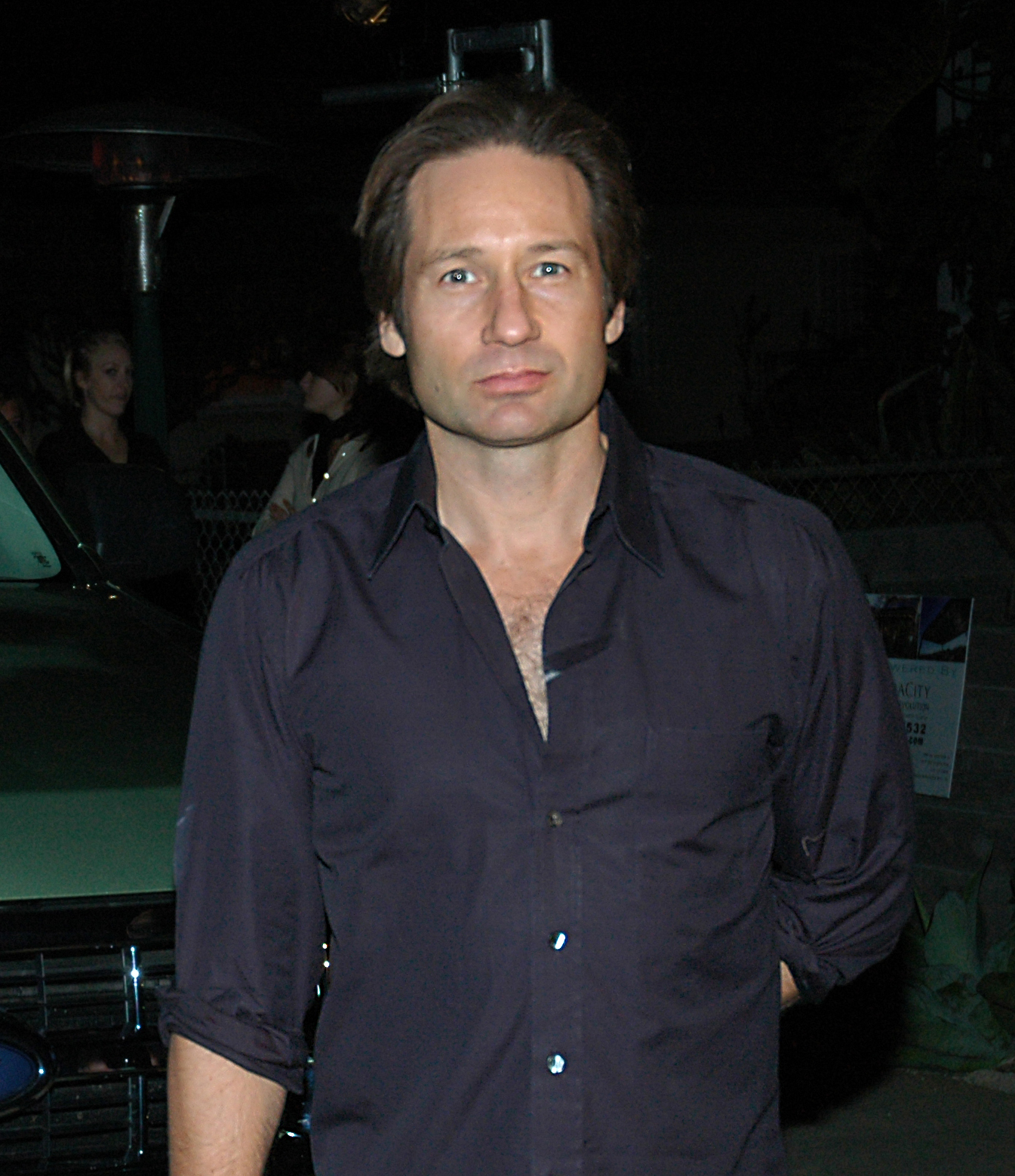

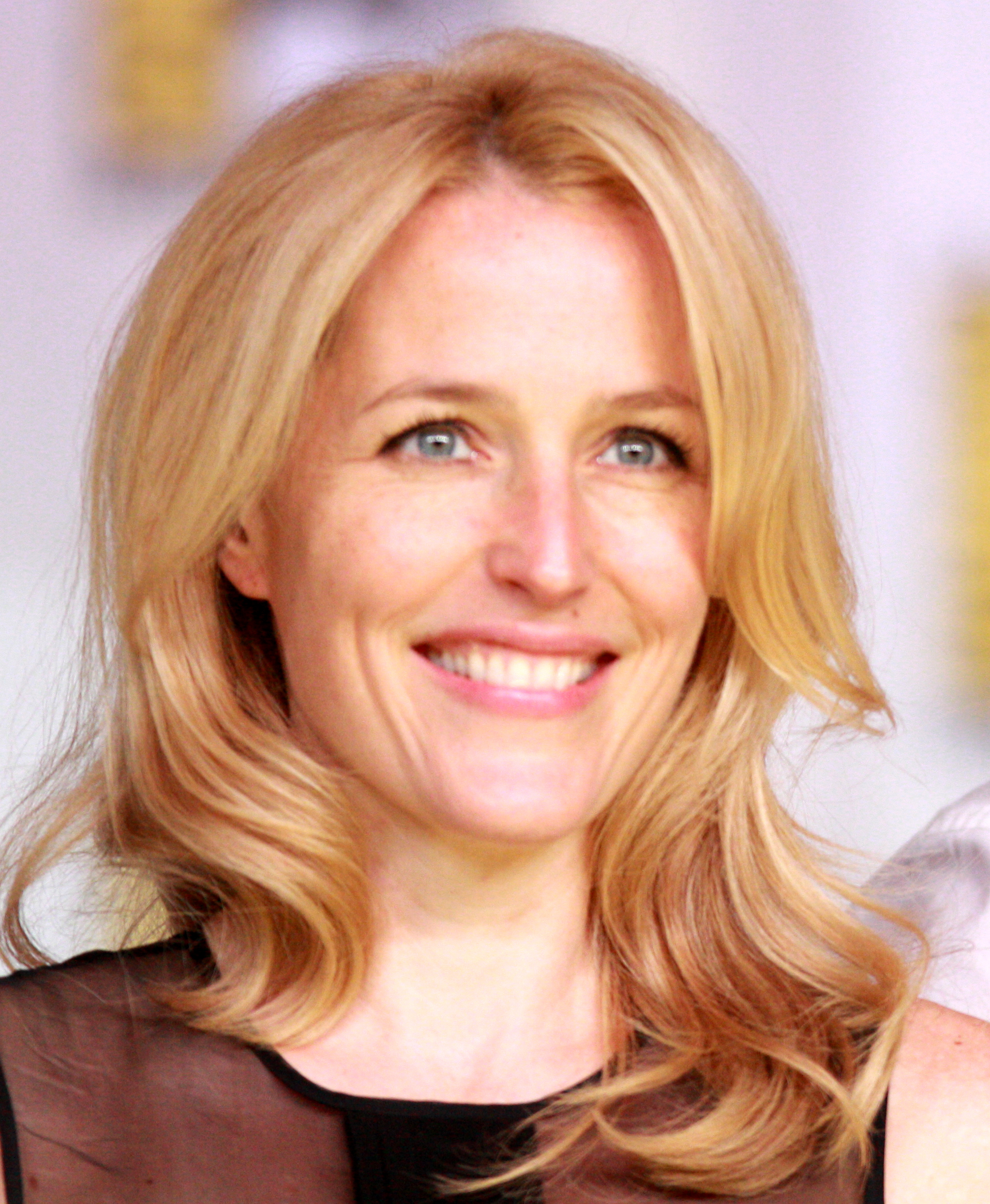

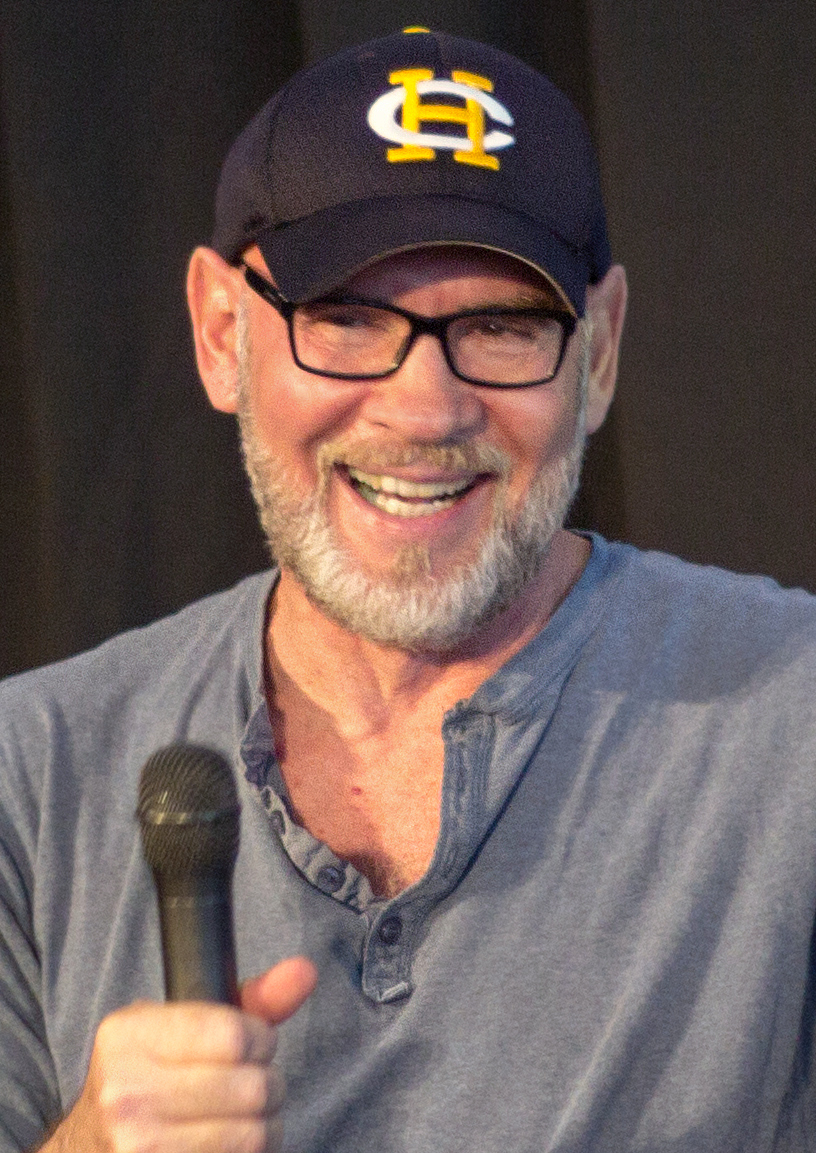

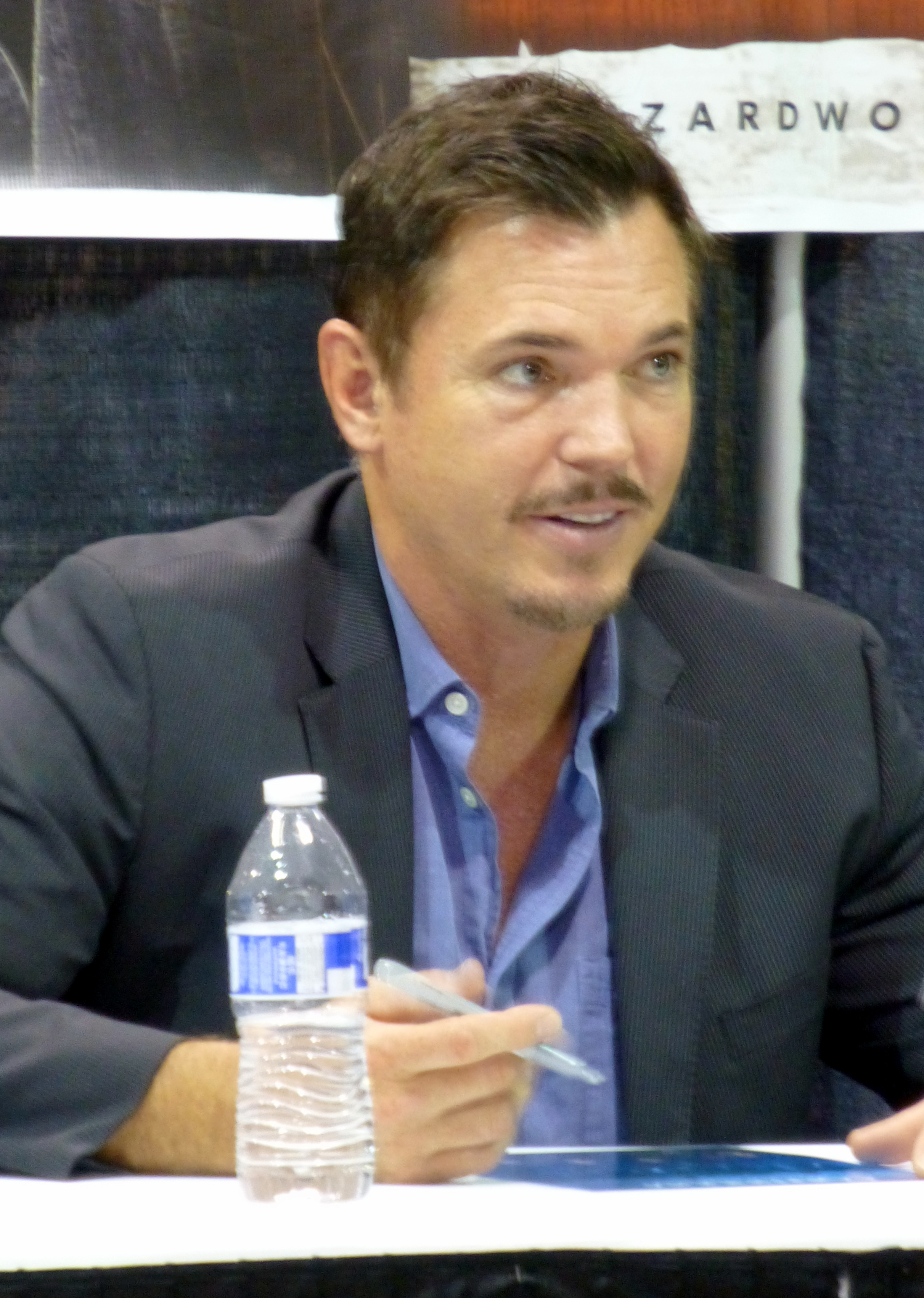

## Зміст
Істина десь поруч
У вашингтонській лікарні безуспішно намагаються врятувати Волтера Скіннера, синього від надзвичайно роздутих, пульсуючих кровоносних судин. У Скіннера зупинка серця. Головний лікар Кабрера наказує повідомити ФБР та припинити спроби врятувати вмираючого.
Добою раніше Скіннер під час боксерського спарингу раптово втрачає орієнтацію і отримує сильний удар в голову. Все пливе перед очима; він знепритомнів. Після огляду, в ході якого у Скіннера виявляється величезний синяк на ребрах, лікарі виписують його з лікарні. Електронний голос телефоном повідомляє Волтеру, що йому залишилося жити 24 години — «воно у Вас всередині. Ви вже мертві». Пізно ввечері Малдер знаходить знесиленого Скіннера зі збільшеним синцем, він лежить у власному кабінеті в штаб-квартирі ФБР, і викликає Скаллі. Дейна підозрює отруєння.
Агенти з'ясовують, що вранці з візитом до Скіннера приходив хтось Кеннет Оргел, відомий фізик і радник комісії Сенату з етики та нових технологій. Малдер і Скіннер вирушають в будинок до Оргела і виявляють, що того намагаються викрасти озброєні люди. Малдеру вдається затримати одного з викрадачів, але, оскільки у того на руках дипломатичні документи — культурний аташе туніської місії - агенти змушені відпустити його. Скіннер зазнає удару в голову в часі переслідування; вени напухають.
Дейна приходить до лікаря, що надавав допомогу Скіннеру після спарингу; кров заступника директора в пробірці зсілася. Малдер перевіряє біографічні дані відпущеного. Скаллі знаходить в крові Скіннера заснований на вуглеці організм, що знищує еритроцити в ході структурованого саморозмноження. Перевірка приводить Малдера в кабінет сенатора Річарда Метісона (його він побачив на фотографії у доктора Оргела — тримають резолюцію Сенату 819), де агент не може домогтися ніякої інформації.
Скіннер, переживши спробу замаху в підземному гаражі посольства, потрапляє до лікарні, оскільки його стан різко погіршується через прогресуючу хворобу. Дейна досліджує кров Скіннера і дізнається — модифікований вуглець в його організмі цілеспрямовано утворює тромби. Малдер повідомляє Скаллі, що Скіннер розслідував білль, пов'язаний з охороною здоров'я, під назвою «Резолюція Сенату № 819». До схвалення резолюції його мали одобрити Скіннер і Оргел. Заступник директора ФБР згадує, що в боксерському залі і у паркувальному гаражі, він бачив одного й того ж бородатого чоловіка. Малдер бачить цю ж людину в лікарні, але бородань рятується втечею. Сенатор Метісон прибуває на цементний завод, де бородатий чоловік у нього на очах вбиває доктора Оргела за допомогою того ж самого організму, яким заражений Скіннер.
Стан Скіннера погіршується і його відвезли в реанімацію. Він передчуває близьку смерть і вибачається перед Дейною і Фоксом. Малдер приїздить на закинутий завод — там його очікує сенатор. Від сенатора Малдер дізнається — в Скіннера введено якусь новітню нанотехнологію.
Після невдалих спроб врятувати Скіннера лікарі оголошують його мертвим. Але він раптово приходить до тями. Його стан поступово нормалізується, тоді як бородатий чоловік на портативному пульті управління знижує рівень навантаження.
Через 3 тижні Скіннер, що одужав, вислуховує агентів і з явною прохолодою наказує Малдеру й Скаллі дотримуватися субординації та підкорятися наказам їх безпосереднього начальника — Елвіна Керша. Увечері, сідаючи в машину, Скіннер спілкується з людиною на задньому сидінні, яким виявляється Алекс Крайчек, що зняв накладну бороду і перуку. Контроль над наноодиницями всередині тіла Скіннера залишається у Крайчека.
На все свій час

## Зйомки
На початку шостого сезону продюсери серіалу роздумували над долею Волтера Скіннера — з переведенням Малдера і Скаллі із відділу «Секретних матеріалів» цей персонаж втратив свою традиційну значущість. Сценарист епізоду Джон Шибан спочатку хотів заразити наноботами Малдера, але порахував такий поворот сюжету слабким — бо глядачі розуміли б, що з головним героєм нічого не трапиться. Тоді Шибан переробив сценарій, поставивши Скіннера на місце Малдера. Натхнення сценарист почерпнув у фільмі 1950 року «Мертвий після прибуття» та його рімейку 1988 року, за сюжетом яких герой ось-ось помре й за короткий проміжок часу повинен з'ясувати, хто і чому його вбиває.
Сюжет з наноботами розглядався сценаристами протягом декількох сезонів, але вперше був втілений в життя Шибаном. Контроль Крайчека над життям Скіннера знову робив останнього таємничим персонажем з невідомою мотивацією. Раніше Скіннер виступав як суворий начальник, який, не дивлячись на це, не раз ставив власне життя і кар'єру під загрозу заради Малдера і Скаллі. Тепер же у його житті з'являлася нова сторона, про яку Малдер нічого не знав. Цей сюжетний поворот надалі був використаний у епізоді «Біогенез» і отримав продовження в наступному сезоні.
У початковому варіанті епізоду планувалася затяжна сцена бійки між Скіннером і Крайчеком, від якої довелося відмовитися — через обмежений ефірний час. Проте Скіннер провів короткий бій за правилами боксу, де Мітч Піледжі виступив без дублера. В молодості Піледжі серйозно займався боксом. Тому актор повернувся в боксерську залу незадовго до початку зйомок, щоби відновити спортивну форму. Актор з гордістю згадував, що у нього викликало велике задоволення, коли люди плутають його в цій сцені з каскадером. Також Піледжі довелося чимало часу провести в кріслі гримера, поки йому приклеювали жахливі вени. У попередніх епізодах грим Піледжі був зведений до мінімуму, і тому Мітч відчував змішані почуття. За словами актора, гримери прекрасно виконали свою роботу, але сидіти в кріслі по кілька годин було нестерпно, і якби це було потрібно протягом усього серіалу — як в «Зоряному шляху» або Вавилоні-5 — то він би точно не впорався. Гримери, в свою чергу, використовували два комплекти накладних вен: для ранньої і для пізньої стадій хвороби.

## Показ і відгуки
Епізод вперше вийшов в ефір у США 17 січня 1999 року. Серія отримала рейтинг Нільсена 9,1, що означає — приблизно 9,1 % всіх домогосподарств, обладнаних телевізором, були налаштовані на цей епізод. Його переглянули 15,7 мільйона глядачів. Показаний у Великій Британії і Ірландії на каналі Sky One 2 травня 1999 року, його переглянуло 0.69 мільйона глядачів, був другим за переглядом того тижня. Епізод був номінований на три Нагороди Еммі 2000 року (Американська телевізійна академія) за видатну музичну композицію серії. Пізніше епізод був включений у «Міфологію X-файлів», том 3 — «Колонізація» — колекцію DVD, що містить епізоди, пов'язані з планами чужих колоністів захопити землю.
Епізод був зустрінутий змішаними і позитивними відгуками критиків. Том Кессеніч у книзі «Експертиза: Несанкціонований погляд на сезони 6–9 Цілком таємно» позитивно написав про цей епізод, зазначивши: «'Резолюція Сенату 819 відновила деякі чудові відтінки змови і, можливо, створила основу для більш цікавих подій у майбутньому. Це торкнулося основи із самим корінням, що з'явилися в „Цілком таємно“, і зробили це настійливо». Емілі Вандерверф з «The A.V. Club» надала епізоду помірно позитивний відгук і присвоїла йому оцінку «Б». Вона отримала задоволення від сюжету, назвавши його «веселим», похваливши завершальний поворот і назвавши ефекти із оформленням наноботів «законно страшними». Однак вона написала критично про роль Скіннера в епізоді, зазначивши, що його відсутність зробила серіал «невтішним». Крім того, Вандерверф критикувала той факт, що в тизері видно, як Скіннер вмирає; вона писала, що «тут дуже мало аромату в ідеї смерті Скіннера» і що більшість глядачів знали — він не помре..
Пола Вітаріс з «Cinefantastique» надала епізоду змішаний огляд і присудила йому 2 зірки з чотирьох. Вітаріс назвала серйозні проблеми з «емоційною подорожжю Скіннера» як головного недоброзичливця епізоду. Роберт Шірман і Ларс Пірсон, навпаки, нагородили 2 із п'яти зірок у своїй книзі «Хочемо вірити: критичний посібник з Цілком таємно, Мілленіуму та Самотніх стрільців». Вони, незважаючи на те, що позитивно написали про «традиційний X-файл», назвали цей епізод «поверненням до такої темної сюжетної лінії, яка обіцяє так багато, але приносить так мало».

## Знімалися
| Актор              | Роль            |
| ------------------ | --------------- |
| Девід Духовни      | Фокс Малдер     |
| Джилліан Андерсон  | Дейна Скаллі    |
| Мітч Піледжі       | Волтер Скіннер  |
| Ніколас Ліа        | Алекс Крайчек   |
| Кеннет Тігар       | Плант           |
| Дженні Гаго        | Катріна Кабрера |
| Джон Тові          | Кеннет Оргель   |
| Реймонд Джон Баррі | Річард Метесон  |